# 1926
| [ Edytuj tabelę ]                                                | |
| Prezydent Polski                                                 | - 1922 Stanisław Wojciechowski 1926 - 1926 Maciej Rataj (p.o.) 1926 - 1926 Ignacy Mościcki 1939                                                                                            |
| Premier Polski                                                   | - 1925 Aleksander Józef Skrzyński 1926 - 1926 Wincenty Witos 1926 - 1926 Kazimierz Bartel 1926 - 1926 Józef Piłsudski 1928                                                                 |
| Król Afganistanu                                                 | - 1919 Amanullah Chan 1929 |
| Prezydent Albanii                                                | - 1925 Ahmed Zogu 1928 |
| Współksiążęta Andory                                             | - 1920 Justí Guitart i Vilardebó 1940 - 1924 Gaston Doumergue 1931 |
| Prezydent Argentyny                                              | - 1922 Marcelo Torcuato de Alvear 1928 |
| Premier Australii                                                | - 1923 Stanley Bruce 1929 |
| Prezydent Austrii                                                | - 1920 Michael Hainisch 1928 |
| Kanclerz Austrii                                                 | - 1924 Rudolf Ramek 1926 - 1926 Ignaz Seipel 1929 |
| Król Belgów                                                      | - 1909 Albert I 1934 |
| Premier Belgii                                                   | - 1925 Prosper Poullet 1926 - 1926 Henri Jaspar 1931 |
| Król Bhutanu                                                     | - 1907 Ugyen Wangchuck 1926 - 1926 Jigme Wangchuck 1952 |
| Prezydent Boliwii                                                | - 1925 Felipe S. Guzmán 1926 - 1926 Hernando Siles Reyes 1930 |
| Prezydent Brazylii                                               | - 1922 Artur da Silva Bernardes 1926 - 1926 Washington Luiz Pereira de Souza 1930 |
| Sułtan Brunei                                                    | - 1924 Ahmad Tajuddin 1950 |
| Car Bułgarii                                                     | - 1918 Borys III 1943 |
| Premier Bułgarii                                                 | - 1923 Aleksandyr Cankow 1926 - 1926 Andrej Lapczew 1931 |
| Prezydent Chile                                                  | - 1925 Emiliano Figueroa Larrain 1927 |
| Prezydent Chin                                                   | - 1924 Duan Qirui 1926 - 1926 Hu Weide 1926 - 1926 Yan Huiqing 1926 - 1926 Du Xigui 1926 - 1926 Wellington Koo 1927                                                                        |
| Prezydent Czechosłowacji                                         | - 1918 Tomáš Masaryk 1935 |
| Premier Czechosłowacji                                           | - 1922 Antonín Švehla 1926 - 1926 Jan Černý 1926 - 1926 Antonín Švehla 1929 |
| Król Danii                                                       | - 1912 Chrystian X 1947 |
| Premier Danii                                                    | - 1924 Thorvald Stauning 1926 - 1926 Thomas Madsen- Mygdal 1929 |
| Dalajlama                                                        | - 1878 Thubten Gjaco 1933 |
| Prezydent Dominikany                                             | - 1924 Horacio Vásquez 1930 |
| Władca Egiptu                                                    | - 1917 Fu’ad I 1936 |
| Premier Egiptu                                                   | - 1924 Ahmad Ziwar 1926 - 1926 Adli Jakan Pasza 1927 |
| Prezydent Ekwadoru                                               | - 1925 junta wojskowa 1926 - 1926 Humberto Albornoz 1926 - 1926 Julio Enrique moreno 1926 - 1926 Isidro Ayora 1931                                                                         |
| Premier Estonii                                                  | - 1925 Jaan Teemant 1927 |
| Cesarz Etiopii                                                   | - 1916 Zeuditu (cesarzowa) 1930 |
| Premier Etiopii                                                  | - 1909 Habte Gijorgis 1927 |
| Prezydent Finlandii                                              | - 1925 Lauri Kristian Relander 1931 |
| Premier Finlandii                                                | - 1925 Kyösti Kallio 1926 - 1926 Väinö Tanner 1927 |
| Prezydent Francji                                                | - 1924 Gaston Doumergue 1931 |
| Premier Francji                                                  | - 1925 Aristide Briand 1926 - 1926 Édouard Herriot 1926 - 1926 Raymond Poincaré 1929 |
| Prezydent Senatu Wolnego Miasta Gdańska                          | - 1920 Heinrich Sahm 1931 |
| Prezydent Grecji                                                 | - 1924 Pawlos Kunduriotis 1926 - 1926 Teodoros Pangalos 1926 - 1926 Pawlos Kunduriotis 1929                                                                                                |
| Prezydent Gwatemali                                              | - 1921 José María Orellana 1926 - 1926 Lázaro Chacón 1931 |
| Prezydent Haiti                                                  | - 1922 Louis Borno 1930 |
| Król Hiszpanii                                                   | - 1886 Alfons XIII 1931 |
| Premier Hiszpanii                                                | - 1923 Miguel Primo de Rivera 1930 |
| Król Holandii                                                    | - 1890 Wilhelmina 1948 |
| Premier Holandii                                                 | - 1925 Hendrikus Colijn 1926 - 1926 Dirk Jan de Geer 1929 |
| Prezydent Hondurasu                                              | - 1925 Miguel Paz Barahona 1929 |
| Szach Iranu                                                      | - 1925 Reza Szah Pahlawi 1941 |
| Premier Iranu                                                    | - 1925 Mohammad Ali Forughi 1926 - 1926 Mostoufi ol-Mamalek 1927 |
| Władca Indii                                                     | - 1910 Jerzy V 1936 |
| Król Irlandii                                                    | - 1910 Jerzy V 1936 |
| Premier Irlandii                                                 | - 1922 William Thomas Cosgrave 1932 |
| Cesarz Japonii                                                   | - 1912 Yoshihito 1926 - 1926 Hirohito 1989 |
| Premier Japonii                                                  | - 1924 Takaaki Katō 1926 - 1926 Reijirō Wakatsuki 1927 |
| Premier Jugosławii                                               | - 1924 Nikola Pašić 1926 - 1926 Nikola Uzunović 1927 |
| Premier Kanady                                                   | - 1921 William Lyon Mackenzie King 1926 - 1926 Arthur Meighen 1926 - 1926 William Lyon Mackenzie King 1930                                                                                 |
| Emir Kataru                                                      | - 1913 Abd Allah ibn Kasim Al Sani 1949 |
| Prezydent Kolumbii                                               | - 1922 gen. Pedro Nel Ospina 1926 - 1926 Miguel Abadía Méndez 1930 |
| Patriarcha Konstantynopola                                       | - 1925 Bazyli III 1929 |
| Gubernator Korei (okupacja japońska)                             | - 1919 Makoto Saitō 1927 |
| Prezydent Kostaryki                                              | - 1924 Ricardo Jiménez Oreamuno 1928 |
| Prezydent Kuby                                                   | - 1925 Gerardo Machado 1933 |
| Prezydent Liberii                                                | - 1920 Charles King 1930 |
| Książę Liechtensteinu                                            | - 1858 Jan II Dobry 1929 |
| Premier Liechtensteinu                                           | - 1922 Gustav Schädler 1928 |
| Prezydent Litwy                                                  | - 1922 Aleksandras Stulginskis 1926 - 1926 Kazys Grinius 1926 - 1926 Jonas Staugaitis 1926 - 1926 Aleksandras Stulginskis 1926 - 1926 Antanas Smetona 1940                                 |
| Premier Litwy                                                    | - 1925 Leonas Bistras 1926 - 1926 Mykolas Sleževičius 1926 - 1926 Augustinas Voldemaras 1929                                                                                               |
| Wielki książę Luksemburga                                        | - 1919 Szarlotta 1964 |
| Premier Luksemburga                                              | - 1925 Pierre Prüm 1926 - 1926 Joseph Bech 1937 |
| Prezydent Łotwy                                                  | - 1922 Jānis Čakste 1927 |
| Premier Łotwy                                                    | - 1925 Kārlis Ulmanis 1926 - 1926 Arturs Alberings 1926 - 1926 Marģers Skujenieks 1928 |
| Premier Malty                                                    | - 1924 Ugo Pasquale Mifsud 1927 |
| Sułtan Maroka                                                    | - 1913 Jusuf ibn Hassan 1927 |
| Prezydent Meksyku                                                | - 1924 Plutarco Elías Calles 1928 |
| Książę Monako                                                    | - 1922 Ludwik II 1949 |
| Minister stanu Monako                                            | - 1923 Maurice Piette 1932 |
| Przewodniczący Prezydium Małego Churału Państwowego Mongolii     | - 1924 Peldżidijn Genden 1927 |
| Premier Mongolii                                                 | - 1923 Balingijn Cerendordż 1928 |
| Król Nepalu                                                      | - 1911 Tribhuvan 1950 |
| Premier Nepalu                                                   | - 1901 Chandra Shumsher Jang Bahadur Rana 1929 |
| Prezydent Niemiec                                                | - 1925 Paul von Hindenburg 1934 |
| Kanclerz Niemiec                                                 | - 1925 Hans Luther 1926 - 1926 Wilhelm Marx 1928 |
| Prezydent Nikaragui                                              | - 1925 Carlos José Solórzano 1926 - 1926 Emiliano Chamorro Vargas 1926 - 1926 Sebastián Uriza (p.o.) 1926 - 1926 Adolfo Díaz 1929                                                          |
| Król Norwegii                                                    | - 1905 Haakon VII 1957 |
| Premier Norwegii                                                 | - 1924 Johan Ludwig Mowinckel 1926 - 1926 Ivar Lykke 1928 |
| Premier Nowej Zelandii                                           | - 1925 Gordon Coates 1928 |
| Sułtan Omanu                                                     | - 1913 Tajmur ibn Fajsal 1932 |
| Prezydent Panamy                                                 | - 1924 Rodolfo Chiari 1928 |
| Papież                                                           | - 1922 Pius XI 1939 |
| Prezydent Paragwaju                                              | - 1924 Eligio Ayala 1928 |
| Prezydent Peru                                                   | - 1919 Augusto B. Leguía 1930 |
| Premier Południowej Afryki                                       | - 1924 Barry Hertzog 1939 |
| Prezydent Portugalii                                             | - 1925 Bernardino Machado 1926 - 1926 José Mendes Cabeçadas Junior 1926 - 1926 Manuel de Olivieira Gomes da Costa 1926 - 1926 António Óscar de Fragoso Carmona 1951                        |
| Premier Portugalii                                               | - 1925 António Maria da Silva 1926 - 1926 Junta Ocalenia Publicznego 1926 - 1926 José Mendes Cabeçadas 1926 - 1926 Manuel Gomes da Costa 1926 - 1926 António Óscar de Fragoso Carmona 1928 |
| Król Rumunii                                                     | - 1914 Ferdynand 1927 |
| Premier Rumunii                                                  | - 1922 Ion I.C. Brătianu 1926 - 1926 Alexandru Averescu 1927 |
| Prezydent Salwadoru                                              | - 1923 Alfonso Quiñónez Molina 1927 |
| Kapitanowie regenci San Marino                                   | - 1925 Valerio Pasquali Marco Marcucci 1926 - 1926 Manlio Gozi Giuseppe Mularoni 1926 - 1926 Giuliano Gozi Ruggero Morri 1927                                                              |
| Sekretarz Stanu do spraw Politycznych i Zagranicznych San Marino | - 1918 Giuliano Gozi 1943 |
| Król Serbów, Chorwatów i Słoweńców                               | - 1921 Aleksander I 1929 |
| Prezydent Syrii                                                  | - 1926 Ahmad Nami 1928 |
| Premier Syrii                                                    | - 1925 Tadż ad-Din al-Hasani (p.o.) 1926 - 1926 Ahmad Nami 1928 |
| Prezydent Szwajcarii                                             | - 1926 Heinrich Häberlin 1926 |
| Król Szwecji                                                     | - 1907 Gustaw V 1950 |
| Premier Szwecji                                                  | - 1925 Rickard Sandler 1926 - 1926 Carl Gustaf Ekman 1928 |
| Król Tajlandii                                                   | - 1925 Prajadhipok 1935 |
| Król Tonga                                                       | - 1918 Salote Tupou III 1965 |
| Premier Tonga                                                    | - 1923 Viliami Tungī Mailefihi 1941 |
| Prezydent Turcji                                                 | - 1923 Mustafa Kemal 1938 |
| Premier Turcji                                                   | - 1925 İsmet İnönü 1937 |
| Prezydent Ukrainy                                                | - 1919 Symon Petlura 1926 |
| Prezydent Urugwaju                                               | - 1923 José Serrato 1927 |
| Prezydent USA                                                    | - 1923 Calvin Coolidge 1929 |
| Prezydent Wenezueli                                              | - 1922 Juan Vicente Gómez 1929 |
| Regent Królestwa Węgier                                          | - 1920 Miklós Horthy 1944 |
| Premier Węgier                                                   | - 1921 István Bethlen 1931 |
| Monarcha Wielkiej Brytanii                                       | - 1910 Jerzy V 1936 |
| Premier Wielkiej Brytanii                                        | - 1924 Stanley Baldwin 1929 |
| Cesarz Wietnamu                                                  | - 1926 Bảo Đại 1945 |
| Król Włoch                                                       | - 1900 Wiktor Emanuel III 1946 |
| Premier Włoch                                                    | - 1922 Benito Mussolini 1943 |
| Przywódca ZSRR                                                   | - 1924 Józef Stalin 1953 |
| Premier ZSRR                                                     | - 1924 Aleksiej Rykow 1930 |

Rok 1926 / MCMXXVI
stulecia: XIX wiek ~
XX wiek ~
XXI wiek

dziesięciolecia:
1890–1899 •
1900–1909 •
1910–1919 •
1920–1929
• 1930–1939
• 1940–1949
• 1950–1959

lata: 1916 «
1921 «
1922 «
1923 «
1924 «
1925 «
1926
» 1927
» 1928
» 1929
» 1930
» 1931
» 1936

## Rok 1926 ogłoszono
- Rokiem Świętym Jakubowym

## Wydarzenia w Polsce
- 1 stycznia – Zawichost uzyskał prawa miejskie.
- 3 stycznia – w Katowicach odbyła się konsekracja pierwszego biskupa śląskiego ks. Augusta Hlonda, późniejszego prymasa Polski.
- 6 stycznia – Polski Klub Literacki powołał komisję w składzie: J. Kaden-Bandrowski, S. Krzywoszewski, J. Lorentowicz, K. Makuszyński, W. Sieroszewski i L. Staff. Komisja miała przeprowadzić realizację projektu utworzenia Polskiej Akademii Literatury.
- 7 stycznia – podczas rozkopywania kanałów obok kościoła Mariackiego w Krakowie natrafiono na dawne cmentarzysko. Robotnicy wydobyli kilka czaszek i piszczeli, które zostały przewiezione na cmentarz Rakowicki.
- 12 stycznia – grupa działaczy PSL Wyzwolenie utworzyła Stronnictwo Chłopskie.
- 18 stycznia – pierwszy polski oddział przybył na pokładzie ORP „Mewa” do Wojskowej Składnicy Tranzytowej na Westerplatte.
- 20 stycznia – utworzono województwo wileńskie.
- 10 lutego – Rada Ministrów wydała rozporządzenie nadające prawa miejskie Gdyni, niedawnej wiosce rybackiej.
- 4 marca – Gdynia uzyskała prawa miejskie.
- 21 marca – powstał klub sportowy Broń Radom.
- 25 marca – utworzono Instytut Badań Artylerii.
- 4 kwietnia – ukazało się pierwsze wydanie czasopisma katolickiego „Niedziela”.
- 11 kwietnia – został założony Polski Związek Szachowy (PZSzach).
- 12 kwietnia – Józef Konstanty Karśnicki został przewodniczącym Związku Harcerstwa Polskiego.
- 16 kwietnia – powstał klub sportowy ŁKS Łomża
- 18 kwietnia – rozpoczęła regularną emisję pierwsza polska stacja radiowa – obecny Program I Polskiego Radia.
- 20 kwietnia – z koalicji rządowej wycofał się PPS, nie mogąc się pogodzić z przedstawionym przez Jerzego Zdziechowskiego planem ratowania budżetu kosztem mas pracujących.
- 29 kwietnia – po raz pierwszy odegrano publicznie hejnał Torunia.
- 5 maja – upadł rząd Aleksandra Skrzyńskiego.
- 9 maja – w Warszawie płotkarka Ludwika Gorloff ustanowiła rekord Polski w biegu na 80 m ppł. wynikiem 14,4 s.
- 10 maja – powołano trzeci rząd Wincentego Witosa.
- 12 maja – Józef Piłsudski dokonał przewrotu majowego. Piłsudski z popierającymi go oddziałami wkroczył do Warszawy.
- 14 maja – przewrót majowy: wobec kontrataku wojsk marszałka Józefa Piłsudskiego polskie władze wycofały się do Wilanowa, gdzie wieczorem prezydent Stanisław Wojciechowski złożył urząd, a premier Wincenty Witos podał swój rząd do dymisji. Zakończyły się walki w Warszawie.
- 15 maja – utworzono rząd Kazimierza Bartla, a obowiązki Prezydenta przejął Marszałek Sejmu Maciej Rataj.
- 23 maja – pierwszy oficjalny lekkoatletyczny rekord świata ustanowiony przez Polkę/Polaka. Halina Konopacka w rzucie dyskiem uzyskała 34,15 m.
- 31 maja:
  - wybory prezydenckie: w głosowaniu Zgromadzenia Narodowego zwyciężył Józef Piłsudski, który odmówił objęcia urzędu.
  - wybuch gazu błotnego na jeziorach Dobellus Mały (Kleiner Dobellus).
- 1 czerwca – ponowne głosowanie w Zgromadzeniu Narodowym, w wyniku którego wybrano na prezydenta Ignacego Mościckiego. Dzień wcześniej zgromadzenie wskazało Józefa Piłsudskiego, ale odmówił on przyjęcia urzędu.
- 4 czerwca – Ignacy Mościcki został zaprzysiężony na urząd prezydenta RP.
- 5 czerwca – w Zielonej Górze otwarto Stadion Miejski.
- 12 czerwca – marszałek Józef Piłsudski otrzymał honorowe obywatelstwo Bełchatowa.
- 13 czerwca – w Krakowie powstała PPS-Lewica.
- 19 czerwca:
  - w Warszawie odbyła się prapremiera opery Król Roger Karola Szymanowskiego.
  - Karol Rolle został prezydentem Krakowa.
- 24 czerwca – powstała Polska Wytwórnia Papierów Wartościowych.
- 27 czerwca – w Warszawie płotkarz Stefan Kostrzewski ustanowił rekord Polski w biegu na 400 m ppł. – 56,8 s.
- 29 czerwca – w katastrofie pod Powurskiem zginęło 41 żołnierzy Wojska Polskiego.
- 1 lipca – Oliwa została przyłączona do Gdańska.
- 10 lipca – w Warszawie Józef Jaworski ustanowił rekord Polski w biegu na 1500 m wynikiem 4:09,4 s.
- 11 lipca – w Warszawie Stefan Ołdak ustanowił rekord Polski w biegu na 800 m wynikiem 1:58,4 s.
- 20 lipca – marszałek Józef Piłsudski utworzył kompanię zamkową – pierwszy etatowy pododdział reprezentacyjny Wojska Polskiego.
- 1 sierpnia – powstał Narodowy Związek Powstańców i Byłych Żołnierzy.
- 2 sierpnia – wzmocniono pozycję prezydenta, uchwalając nowelę sierpniową do konstytucji marcowej.
- 4 sierpnia – znowelizowano konstytucję marcową (tzw. nowela sierpniowa uchwalona 2 sierpnia 1926).
- 7–8 sierpnia – V Mistrzostwa Polski Kobiet w lekkiej atletyce. Cztery zwycięstwa Haliny Konopackiej: dysk – 34,90 m (RŚ); kula – 8,16 m; oszczep – 27,44 m; 5-bój.
  - 8 sierpnia – sprinterka Helena Woynarowska ustanowiła rekord Polski w biegu na 100 m – 13,6 s.
- 12–13 sierpnia – VII Mistrzostwa Polski Mężczyzn w lekkiej atletyce. Pięć zwycięstw Stefana Kostrzewskiego 4 × 100 m – 45,6 s; 4 × 400 m – 3:31,6 s; 800 m – 2:03,4 s; 110 m ppł. – 16,7 s; 400 m ppł. – 56,8 s.
- 5 września:
  - na starym stadionie Wisły Kraków rozegrano finał pierwszej w historii i jedynej w okresie międzywojennym edycji piłkarskiego Pucharu Polski, w którym gospodarze pokonali Spartę Lwów 2:1.
  - w Warszawie, Helena Woynarowska ustanowiła rekord Polski w biegu na 200 m – 29,0 s.
- 6 września – Michał Grażyński został wojewodą śląskim.
- 16 września – Polska wybrana niestałym członkiem Rady Ligi Narodów.
- 24 września – na mocy rozporządzenia Prezydenta RP z mocą ustawy utworzono Polskie Koleje Państwowe, przedsiębiorstwo transportowe, które w okresie międzywojennym słynęło w Europie z punktualności i jakości usług.
- 27 września – powstał trzeci rząd Kazimierza Bartla.
- 30 września – upadł trzeci rząd Kazimierza Bartla.
- 2 października – utworzono pierwszy rząd Józefa Piłsudskiego.
- 5 października – podczas pierwszego lotu samolotu JD-2 doszło do pęknięcia przewodu paliwowego i pożaru, w wyniku czego pilot por. Kazimierz Kalina został ciężko poparzony.
- 10 października – powstała radykalna partia ukraińska Sel-Rob (istniała do 26 września 1932).
- 12 października – prymasem Polski został biskup śląski August Hlond.
- 20 października – Rydułtowy zostały gminą.
- 24 października – z inicjatywy Adolfa Klimowicza, Pawła Karuzy i Jana Poźniaka powołano Zjednoczenie Białoruskiej Chrześcijańskiej Demokracji (BChD) – chadeckiego ugrupowania białoruskiej mniejszości narodowej w Polsce.
- 25–26 października – zjazd w Nieświeżu.
- 31 października – powstał Polski Związek Hokeja na Trawie.
- 4 listopada – wydano dekret prasowy (ograniczenie wolności prasy w Polsce).
- 27 listopada – odsłonięto pomnik Fryderyka Chopina w Łazienkach Królewskich.
- 4 grudnia – Roman Dmowski utworzył Obóz Wielkiej Polski.
- 29 grudnia – utworzono przedsiębiorstwo Żegluga Polska z siedzibą w Gdyni.
- Powstanie polskiej ligi piłkarskiej.
- W Wilnie uruchomiono publiczną komunikację autobusową.

## Wydarzenia na świecie
- 1 stycznia:
  - w Irlandii rozpoczęto nadawanie regularnych programów radiowych (2RN – późniejsza stacja „Radio Éireann”).
  - po reformach przeprowadzonych przez Mustafę Kemala Atatürka Turcja przeszła na kalendarz gregoriański.
- 3 stycznia – powstała należąca do koncernu General Motors marka Pontiac.
- 4 stycznia:
  - Andrej Lapczew został premierem Bułgarii.
  - założono turecki klub sportowy İstanbulspor A.Ş.
- 6 stycznia – założono niemieckie linie lotnicze Lufthansa.
- 8 stycznia:
  - została zawarta unia między Królestwem Hidżazu a Królestwem Nadżdu, przekształcona w 1932 roku w Arabię Saudyjską.
  - Abd al-Aziz ibn Su’ud koronował się na króla regionu Hidżaz.
  - Bảo Đại został ostatnim cesarzem Wietnamu.
- 11 stycznia – w Davos (Szwajcaria) reprezentacja Polski w hokeju na lodzie przegrała w swym pierwszym oficjalnym meczu z Austrią 1:13.
- 26 stycznia:
  - John Logie Baird zademonstrował mechaniczny system telewizyjny.
  - w syberyjskiej miejscowości Ojmiakon odnotowano temperaturę powietrza –71,2 °C (azjatycki rekord zimna).
- 31 stycznia – brytyjskie i belgijskie wojska okupacyjne opuściły Kolonię.
- 4 lutego – złoty medal Mistrzostw Świata w skokach narciarskich zdobył 26-letni Norweg Jacob Tullin Thams (skocznia normalna K-90).
- 8 lutego – zainaugurował działalność praski Teatr Wyzwolony.
- 9 lutego – Tamiza wystąpiła z brzegów, zalewając przedmieścia Londynu.
- 11 lutego – znacjonalizowano posiadłości Kościoła katolickiego w Meksyku.
- 19 lutego – dokonano oblotu niemieckiego samolotu wojskowego Dornier Do N.
- 8 marca – Dirk Jan de Geer został premierem Holandii.
- 13 marca – w okolicach Lichtenburga (RPA) odkryto złoże diamentów.
- 14 marca – 248 osób zginęło, a 93 zostały ranne w wyniku runięcia mostu pod przejeżdżającym pociągiem w Kostaryce.
- 15 marca – generał Teodoros Pangalos został prezydentem Grecji.
- 16 marca – w Auburn w stanie Michigan (USA) Robert Goddard dokonał pierwszej próby startu rakiety napędzanej paliwem płynnym.
- 18 marca – Jan Černý został po raz drugi premierem Czechosłowacji.
- 23 marca – Éamon de Valera założył partię republikańską Irlandii – Fianna Fáil.
- 26 marca – założono hiszpański klub piłkarski Real Oviedo CF.
- 6 kwietnia – w USA założono United Airlines (jako Boeing Air Transport).
- 7 kwietnia – Violet Gibson, obywatelka brytyjska, dokonała nieudanego zamachu na Mussoliniego.
- 10 kwietnia – założono norweski klub piłkarski Bryne FK.
- 16 kwietnia:
  - w prowincji Kostaryki San José doszło do katastrofy kolejowej – zginęło 178 osób.
  - we francuskiej stoczni zwodowano niszczyciel ORP Burza.
- 17 kwietnia – dokonano oblotu brytyjskiego bombowca torpedowego Blackburn Ripon.
- 20 kwietnia – Duan Qirui ustąpił ze stanowiska prezydenta Chin.
- 21 kwietnia – w Londynie urodziła się Elizabeth Alexandra Mary, przyszła królowa Wielkiej Brytanii z dynastii Windsor.
- 24 kwietnia – został podpisany niemiecko-radziecki Traktat berliński, gwarantujący neutralność sygnatariuszy w przypadku agresji państwa trzeciego na jedną ze stron.
- 25 kwietnia:
  - Mohammad Reza Pahlawi został koronowany na szachinszacha Iranu.
  - w mediolańskiej La Scali odbyła się prapremiera nieukończonej opery Turandot Giacomo Pucciniego, dokończonej po jego śmierci przez Franka Alfano.
- 26 kwietnia – rozpoczął działalność port lotniczy w Boise, stolicy stanu Idaho.
- 28 kwietnia – Damad-i Shariyari Ahmad Nami Bay został prezydentem Syrii.
- 1 maja – rozpoczął się strajk górników w Anglii. W krajach posiadających silnie rozwinięte górnictwo, a więc w Stanach Zjednoczonych, w Polsce i w Niemczech, strajk był korzystny dla gospodarki.
- 3 maja – strajk górników przerodził się w strajk generalny w Wielkiej Brytanii.
- 7 maja – Arturs Alberings został premierem Łotwy.
- 9 maja:
  - stan wojenny został wprowadzony ze względu na strajk generalny w Wielkiej Brytanii.
  - Francuska Marynarka Wojenna zbombardowała Damaszek ze względu na rozruchy, które wywołali w tym mieście druzowie.
  - Richard Byrd i Floyd Bennett(inne języki) dokonali pierwszej próby przelotu samolotem nad biegunem północnym.
- 10 maja – w Wielkiej Brytanii rozpoczęły się rozmowy między rządem a strajkującymi górnikami.
- 11 maja – rozpoczął się lot na biegun północny sterowca Norge z Roaldem Amundsenem i Umberto Nobile na pokładzie.
- 12 maja:
  - Umberto Nobile, Roald Amundsen, Lincoln Ellsworth i Oscar Wisting przelecieli sterowcem Norge nad biegunem północnym.
  - w Wielkiej Brytanii zakończył się strajk generalny – związki zawodowe górników poniosły klęskę w starciu z rządem.
- 14 maja – zakończył się lot sterowca Norge ze Spitsbergenu na Alaskę ponad biegunem północnym.
- 15 maja – Radio Zagrzeb rozpoczęło regularne nadawanie programu.
- 16 maja – w rosyjskim Woroneżu uruchomiono komunikację tramwajową.
- 17 maja – Wilhelm Marx został kanclerzem Niemiec.
- 20 maja – Henri Jaspar został premierem Belgii.
- 23 maja – uchwalono pierwszą Konstytucję Libanu.
- 25 maja – w Paryżu agent radzieckiego OGPU Szolem Szwarcbard zastrzelił prezydenta Ukraińskiej Republiki Ludowej na uchodźstwie Symona Petlurę.
- 27 maja – wojska francusko-hiszpańskie zlikwidowały Republikę Rifu, powstałą po rewolcie ludności berberskiej w Maroku Hiszpańskim.
- 28 maja – w Portugalii pod przywództwem Manuela Gomesa da Costa(inne języki) doszło do przewrotu wojskowego – koniec Pierwszej Republiki Portugalskiej.
- 29 maja – proklamowano II Republikę Portugalską.
- 7 czerwca – Carl Gustaf Ekman został premierem Szwecji.
- 12 czerwca – rozgłośnia WRNY w Nowym Jorku przeprowadziła pierwszą transmisję muzyki wykonywanej na pianoradzie, pierwszym polifonicznym instrumencie elektronicznym.
- 14 czerwca – Brazylia wystąpiła z Ligi Narodów.
- 29 czerwca – Arthur Meighen po raz drugi został wybrany premierem Kanady.
- 3 lipca:
  - w Czechosłowacji doszło do katastrofy samolotu typu Caudron C.61, należącego do francuskich linii lotniczych „Compagnie Internationale de Navigation Aérienne”.
  - w Londynie Niemiec Otto Peltzer(inne języki) ustanowił rekord świata w biegu na 800 m wynikiem 1:51,6 s.
- 6 lipca – w Warner Theatre w Nowym Jorku odbyła się pierwsza projekcja filmu ze ścieżką dźwiękową.
- 9 lipca:
  - następny przewrót wojskowy w Portugalii, tym razem pod przywództwem generała António Óscara de Fragoso Carmona.
  - Kuomintang rozpoczyna ekspedycję północną, zbrojną wyprawę przeciwko militarystom w celu zjednoczenia Chin.
- 16 lipca – w magazynie „National Geographic” ukazała się pierwsza kolorowa podwodna fotografia. Została wykonana przez amerykańskiego botanika Williama Longleya(inne języki) u wybrzeży Florydy.
- 23 lipca – Fox Film, późniejsza wytwórnia filmów 20th Century Fox, nabył patent pozwalający na zapisanie ścieżki dźwiękowej na taśmie filmowej i zsynchronizowanie obrazu i dźwięku (ang. Movietone sound system).
- 1 sierpnia – założono klub piłkarski SSC Napoli.
- 6 sierpnia:
  - amerykańska pływaczka Gertrude Ederle jako pierwsza kobieta przepłynęła kanał La Manche z Francji do Anglii.
  - w Nowym Jorku odbyła się premiera filmu Don Juan w reżyserii Johna Barrymore’a z zapisem dźwięku wytwórni filmowej Warner Bros. (Vitaphone – system zapisu dźwięku konkurencyjny do „Movietone sound system”).
- 22 sierpnia:
  - w Grecji generał Jeorjos Kondilis (gr. Γεώργιος Κονδύλης) dokonał zamachu stanu i obalił dyktaturę generała Teodorosa Pangalosa (gr. Θεόδωρος Πάγκαλος).
  - w Brunszwiku Niemka Gundel Wittmann(inne języki) ustanowiła rekord świata w biegu na 100 m wynikiem 12,4 s.
- 25 sierpnia – Pawlos Kunduriotis (gr. Παύλος Κουντουριώτης) został prezydentem Grecji – ogłaszał koniec dyktatury.
- 26 sierpnia – założono włoski klub piłkarski ACF Fiorentina.
- 27–29 sierpnia – w Göteborgu odbyły się II Światowe Igrzyska Kobiet (złoty medal Haliny Konopackiej w rzucie dyskiem – 37,71 m).
- 1 września – w Libanie pod protektoratem francuskim Charles Dabbas został wybrany prezydentem – Liban stał się republiką konstytucyjną.
- 8 września – w poczet stałych członków Rady Ligi Narodów przyjęto Niemcy.
- 11 września:
  - Hiszpania wycofuje swe członkostwo z Ligi Narodów.
  - anarchista Gino Lucetti usiłował w Rzymie dokonać zamachu na Benito Mussoliniego, rzucając bombę na jego limuzynę.
  - w Berlinie Niemiec Otto Peltzer(inne języki) ustanowił rekord świata w biegu na 1500 m wynikiem 3:51,0 s.
- 18 września – potężny huragan przeszedł nad stanem Floryda, dewastując miasto Miami, ponad 100 osób straciło życie, straty przeliczone na dzisiejszą wartość dolara (2008) sięgnęły 100 miliardów.
- 19 września – otwarto stadion San Siro w Mediolanie.
- 20 września – z dwunastu samochodów wypełnionych gangsterami otwarto ogień do hotelu Hawthorne Inn w Chicago, w którym znajdowała się kwatera główna Ala Capone. Tylko jeden z gangsterów współpracujących z Alem Capone został ranny.
- 25 września:
  - Liga Narodów uchwaliła konwencję w sprawie niewolnictwa zakazującą wszelkich form niewolnictwa.
  - William Lyon Mackenzie King ponownie został premierem Kanady.
- 26 września – amerykański bokser Gene Tunney pokonał Jacka Dempseya i został mistrzem świata wagi ciężkiej.
- 2 października – rozpoczęło emisję Radio Słowackie.
- 3 października:
  - Josef Laufer relacjonował pucharowy mecz piłkarski Slavia Praga – Hungaria Budapeszt (pierwsza relacja sportowa w historii radia czechosłowackiego).
  - w Paryżu Brytyjka Eileen Edwards(inne języki) ustanowiła rekord świata w biegu na 200 m wynikiem 26,0 s.
- 12 października – brytyjscy górnicy zgodzili się na zakończenie strajku.
- 14 października – w Londynie wydano powieść dla dzieci Kubuś Puchatek A.A. Milne’a.
- 20 października – huragan pozbawił życia 650 osób na Kubie.
- 23 października – rząd faszystowski we Włoszech dekretem zabronił kobietom zajmowania stanowisk publicznych.
- 31 października – zmarł iluzjonista Harry Houdini, przyczyną zgonu była gangrena i zapalenie otrzewnej, które były spowodowane zapaleniem wyrostka robaczkowego.
- 4 listopada – późniejszy król Belgów Leopold Koburg ożenił się ze szwedzką księżniczką Astrid.
- 6 listopada – rozpoczęło emisję radio azerbejdżańskie.
- 10 listopada – Hirohito został koronowany jako 124 cesarz Japonii.
- 11 listopada – została otwarta trasa drogowa w USA o długości 2448 mil (3939 km) łącząca Chicago z Los Angeles – Route 66.
- 15 listopada:
  - NBC radio, dysponujące 24 stacjami, rozpoczęło swą działalność (NBC zostało sformowane przez Westinghouse, General Electric i RCA).
  - Washington Luís został prezydentem Brazylii.
- 24 listopada:
  - wioska Roquebillière na Lazurowym Wybrzeżu we Francji została prawie zniszczona przez opady potężnego gradu.
  - Aurobindo Ghose, założyciel szkoły filozoficznej w Puducherry w Indiach, zaprzestaje działalności zawodowej, jego matka przejmuje administrację szkołą Sri Aurobindo Aśram.
- 25 listopada – rząd faszystowski przywraca karę śmierci we Włoszech.
- 26 listopada – wszyscy deputowani do parlamentu z ramienia Włoskiej Partii Komunistycznej zostali aresztowani.
- 27 listopada:
  - erupcja wulkanu Wezuwiusz.
  - w Williamsburgu w stanie Wirginia w miejscu pierwszych osad kolonistów (Jamestown i Yorktown) rozpoczęły się prace nad skansenem historycznym „Colonial Williamsburg”.
- 2 grudnia – dekretem premiera Stanleya Baldwina stan wojenny przestaje obowiązywać w Wielkiej Brytanii. Stan wojenny był wprowadzony przez rząd brytyjski w odpowiedzi na strajk generalny w dniu 9 maja 1926.
- 4 grudnia – Aleksandros Zaimis został premierem Grecji.
- 6 grudnia – założono szwedzki klub piłkarski Trelleborgs FF.
- 17 grudnia – doszło do przewrotu wojskowego na Litwie, w wyniku którego prezydenturę objął Antanas Smetona.
- 19 grudnia – Antanas Smetona został prezydentem Litwy.
- 25 grudnia:
  - cesarzem Japonii został Hirohito.
  - w historii Japonii zakończył się okres Taishō i rozpoczął okres Shōwa.
- 26 grudnia – premiera filmu 45 Minutes from Hollywood, pierwszego z udziałem Flipa i Flapa.
- 27 grudnia – papież Pius XI potępił działalność skrajnie prawicowej Akcji Francuskiej.

## Urodzili się
- 1 stycznia:
  - José Manuel Estepa Llaurens, hiszpański duchowny katolicki, kardynał (zm. 2019)
  - Kazys Petkevičius, litewski koszykarz (zm. 2008)
- 2 stycznia – Wira Wowk (ukr. Ві́ра Вовк), ukraińska poetka, historyk literatury, tłumaczka (zm. 2022)
- 3 stycznia:
  - Wacław Długoborski, polski historyk (zm. 2021)
  - George Martin, producent i aranżer większości nagrań zespołu „The Beatles” (zm. 2016)
- 4 stycznia: 
  - Mieczysław Kazimierczuk, polski ekonomista, polityk, minister nauki, szkolnictwa wyższego i techniki (zm. 1992)
  - Zenon Prętczyński, polski architekt i urbanista
  - Krystyna Wojtyna-Drouet, polska artystka plastyk
- 6 stycznia:
  - Maria Phon, tajska męczennica, błogosławiona katolicka (zm. 1940)
- 7 stycznia – Helena Żygulska-Mach, polska okulistka, profesor medycyny (zm. 2021)
- 8 stycznia:
  - Czesław Królikowski, polski elektrotechnik
  - Edward Mosberg, polski Żyd ocalony z holokaustu (zm. 2022)
  - Bronisław Pawlik, polski aktor (zm. 2002)
  - Marek Waldenberg, polski uczony (zm. 2018)
- 9 stycznia:
  - James M. Beggs, amerykański administrator (zm. 2020)
  - Józef Nalberczak, polski aktor (zm. 1992)
  - Jerzy Zientara, polski ekonomista i działacz państwowy
- 11 stycznia:
  - Lew Diomin (ros. Лев Степанович Дёмин), radziecki kosmonauta, pułkownik lotnictwa (zm. 1998)
  - Jerzy Ofierski, polski aktor, pisarz i satyryk (zm. 2007)
- 12 stycznia:
  - Morton Feldman, amerykański kompozytor pochodzenia żydowskiego (zm. 1987)
  - Ray Price, amerykański piosenkarz (zm. 2013)
  - Alicja Szweykowska, polska uczona, profesor nauk biologicznych (zm. 2002)
- 13 stycznia:
  - Michael Bond, brytyjski pisarz (zm. 2017)
  - Aleksandra Cofta-Broniewska, polska archeolog, profesor (zm. 2013)
  - Robert Sokal, amerykański statystyk i entomolog (zm. 2012)
- 14 stycznia:
  - Stefan Meissner, polski działacz konspiracji niepodległościowej w czasie II wojny światowej, uczestnik powstania warszawskiego
  - Adam Perzyk, polski aktor, grafik (zm. 1978)
- 15 stycznia – Maria Schell, austriacka aktorka (zm. 2005)
- 18 stycznia – Ivan Mrázek, czeski koszykarz, trener (zm. 2019)
- 19 stycznia:
  - Maria Podraza-Kwiatkowska, polska historyk literatury (zm. 2016)
  - Emilia Szczawińska-Osińska, polska siatkarka (zm. 2010)
  - Wang Hai, chiński generał lotnictwa, as myśliwski (zm. 2020)
- 20 stycznia:
  - Zofia Melechówna, polska aktorka (zm. 2023)
  - Patricia Neal, amerykańska aktorka, laureatka Oscara (zm. 2010)
  - David Tudor, amerykański kompozytor i pianista (zm. 1996)
  - Witalij Worotnikow, radziecki polityk (zm. 2012)
- 22 stycznia:
  - Ferdinand Buffa, słowacki językoznawca (zm. 2012)
  - Julian Jaworski, polski inżynier, poseł na Sejm PRL, wiceprezydent miasta Krakowa (zm. 1975)
  - Helga Köpstein, niemiecka historyk, bizantynolog (zm. 2022)
  - Aurèle Nicolet, szwajcarski flecista (zm. 2016)
  - Tadeusz Rudolf, polski polityk, minister pracy, płac i spraw socjalnych (zm. 2018)
- 24 stycznia:
  - Herta Huber, niemiecka pisarka (zm. 2018)
  - Georges Lautner, francuski reżyser i scenarzysta filmowy (zm. 2013)
  - Eugeniusz Lewacki, polski hokeista, olimpijczyk (zm. 2025)
- 25 stycznia: 
  - Ted White, amerykański aktor i kaskader (zm. 2022)
  - Jerzy Żelaśkiewicz, polski żołnierz konspiracji niepodległościowej (zm. 2025)
- 27 stycznia: 
  - Jacó Roberto Hilgert, brazylijski duchowny katolicki (zm. 2020)
  - Ingrid Thulin, szwedzka aktorka (zm. 2004)
- 28 stycznia
  - Władysław Findeisen, polski polityk (zm. 2023)
  - Armando Silvestre, meksykański aktor (zm. 2024)
- 29 stycznia:
  - Bob Falkenburg, amerykański tenisista (zm. 2022)
  - Marian Młynarski, polski naukowiec (zm. 2024)
  - Abdus Salam, pakistański fizyk teoretyczny, laureat Nagrody Nobla (zm. 1996)
- 1 lutego:
  - Nancy Gates, amerykańska aktorka (zm. 2019)
  - Anna Mizikowska, polska nauczycielka, uczestniczka powstania warszawskiego (zm. 2020)
  - Noemí Simonetto de Portela, argentyńska lekkoatletka, skoczkini w dal (zm. 2011)
- 2 lutego:
  - Siegfried Baske, niemiecki pedagog, komparatysta, historyk oświaty (zm. 2008)
  - Valéry Giscard d’Estaing, francuski polityk, prezydent Francji (zm. 2020)
  - Miguel Obando Bravo, nikaraguański duchowny katolicki, kardynał (zm. 2018)
  - Wojciech Pędich, polski lekarz (zm. 2024)
  - Fritz Stern, amerykański historyk, niemieckiego pochodzenia (zm. 2016)
  - Marian Wantoła, polski rysownik (zm. 2013)
- 3 lutego:
  - Hans-Jochen Vogel, niemiecki polityk (zm. 2020)
  - Tadeusz Wasąg, polski chemik (zm. 2021)
- 5 lutego – Wacław Szacoń, polski wojskowy, członek Narodowej Organizacji Wojskowej, żołnierz Armii Krajowej podporucznik (zm. 2025)
- 6 lutego:
  - Liza Laska, albańska aktorka (zm. 2014)
  - Jean-Bernard Raimond, francuski polityk, dyplomata, minister (zm. 2016)
  - Władysław Skwarc, polski żołnierz AK i NSZ (zm. 1946)
  - Witold Trzeciakowski, polski ekonomista, polityk, senator RP i minister bez teki (zm. 2004)
  - Władimir Zamanski, rosyjski aktor
- 7 lutego:
  - Konstantin Fieoktistow, radziecki kosmonauta (zm. 2009)
  - Estanislao Esteban Karlic, argentyński duchowny katolicki, kardynał (zm. 2025)
  - Trude Klecker, austriacka narciarka alpejska
  - Mark Tajmanow, rosyjski szachista (zm. 2016)
- 8 lutego:
  - Neal Cassady, amerykański poeta (zm. 1968)
  - Sonja Ziemann, niemiecka aktorka, piosenkarka, tancerka (zm. 2020)
- 11 lutego:
  - Paul Bocuse, francuski szef kuchni (zm. 2018)
  - Léon Fatous, francuski polityk i samorządowiec (zm. 2023)
  - Leslie Nielsen, kanadyjski aktor (zm. 2010)
- 12 lutego:
  - Irene Camber, włoska florecistka (zm. 2024)
  - Charles Van Doren, amerykański pisarz, wydawca (zm. 2019)
- 14 lutego – Alfred Körner, austriacki piłkarz (zm. 2020)
- 16 lutego:
  - Kazimierz Brusikiewicz, polski aktor (zm. 1989)
  - John Schlesinger, brytyjski reżyser filmowy, laureat Oscara (zm. 2003)
- 17 lutego: 
  - Friedrich Cerha, austriacki kompozytor i dyrygent (zm. 2023)
  - Halina Sobiczewska, polska chemiczka
- 18 lutego:
  - Władysław Filar, pułkownik Wojska Polskiego w stanie spoczynku, profesor zwyczajny nauk wojskowych (zm. 2019)
  - Abd as-Salam al-Madżali (arab. عبد السلام المجالي ), jordański lekarz i polityk (zm. 2023)
  - Teresa Wilska, polska podharcmistrzyni, łączniczka w powstaniu warszawskim, pamiętnikarka
  - Janusz Zabłocki, polski publicysta i polityk (zm. 2014)
- 19 lutego:
  - György Kurtág, węgierski kompozytor
  - Egisto Pandolfini, włoski piłkarz (zm. 2019)
- 20 lutego:
  - Alicja Czerwińska, polska starszy strzelec, łączniczka AK, uczestniczka powstania warszawskiego (zm. 1944)
  - Richard Matheson, amerykański pisarz (zm. 2013)
  - Gillian Lynne, była brytyjska balerina, choreograf i reżyser (zm. 2018)
  - Héctor Morera Vega, kostarykański duchowny katolicki, biskup Tilarán-Liberii (zm. 2017)
  - Bob Richards, amerykański lekkoatleta (zm. 2023)
  - Alfonso Sastre, hiszpański dramaturg (zm. 2021)
  - Maria Izabela Salvat y Romero, hiszpańska zakonnica, święta katolicka (zm. 1998)
- 23 lutego – Luigi De Magistris, włoski kardynał (zm. 2022)
- 24 lutego – Balys Gajauskas, litewski dysydent, polityk (zm. 2017)
- 26 lutego:
  - Gabino Díaz Merchán, hiszpański duchowny katolicki, arcybiskup Oviedo (zm. 2022)
  - Sergio Fernández Cárdenas, meksykański pisarz i krytyk literacki (zm. 2020)
  - Efraín Sánchez, kolumbijski piłkarz (zm. 2020)
  - Witold Turkiewicz, polski artysta, harcerz Szarych Szeregów i żołnierz Armii Krajowej (zm. 1993)
- 27 lutego – David Hubel, kanadyjski naukowiec, neurofizjolog, laureat Nagrody Nobla (zm. 2013)
- 28 lutego: 
  - Swietłana Alliłujewa, rosyjska pisarka, córka Józefa Stalina (zm. 2011)
  - Roman Groński, polski porucznik, żołnierz AK, członek WiN (zm. 1949)
  - Józef Hulka, polski rzeźbiarz
  - Antonio Vilaplana Molina, hiszpański duchowny katolicki, biskup Plasencii i Leónu (zm. 2010)
- 2 marca:
  - Bernard Agré, iworyjski duchowny katolicki, kardynał (zm. 2014)
  - Murray Rothbard, amerykański ekonomista (zm. 1995)
- 3 marca – Craig Dixon, amerykański lekkoatleta, płotkarz (zm. 2021)
- 5 marca: 
  - Wacław Kornblum, polski autor książki wspomnieniowej pochodzenia żydowskiego, więzień getta warszawskiego w trakcie okupacji niemieckiej
  - Violeta Manushi, albańska aktorka (zm. 2007)
- 6 marca:
  - Alan Greenspan, amerykański ekonomista, wieloletni przewodniczący Rady Gubernatorów Systemu Rezerwy Federalnej USA
  - Andrzej Wajda, polski reżyser filmowy (zm. 2016)
- 10 marca:
  - Zbigniew Błaszczak, polski lekarz weterynarii, senator RP (zm. 2019)
  - Czesław Cywiński, polski kombatant, żołnierz AK, podpułkownik WP (zm. 2010)
  - Marques Haynes, amerykański koszykarz (zm. 2015)
  - Aleksandr Zacepin (ros. Александр Сергеевич Зацепин), rosyjski kompozytor, twórca muzyki filmowej
- 11 marca – Thomas Starzl, amerykański lekarz (zm. 2017)
- 12 marca – Alicja Surowiec, polska lekarka (zm. 2003)
- 16 marca:
  - Jerry Lewis, amerykański aktor, komik, piosenkarz, reżyser, scenarzysta i producent filmowy (zm. 2017)
  - Edward Łukasik, polski generał, polityk, poseł na Sejm PRL (zm. 2023)
  - Mieczysław Miłosz, polski pilot wojskowy i doświadczalny (zm. 1963)
- 17 marca – Siegfried Lenz, niemiecki pisarz (zm. 2014)
- 19 marca – Bogusław Linette, polski etnomuzykolog
- 21 marca – Heikki Hasu, fiński narciarz klasyczny (zm. 2025)
- 22 marca:
  - Jan Fijałek, polski historyk, łódzki historyk medycyny (zm. 1997)
  - Mosze Meron, izraelski prawnik i polityk (zm. 2023)
  - Danuta Rosner, nauczycielka języka polskiego i wychowania muzycznego, instruktorka harcerska w stopniu harcmistrzyni w Hufcu ZHP Warszawa-Praga-Południe (zm. 2020)
  - Leon Sulima, polski generał (zm. 2016)
- 24 marca:
  - Desmond Connell, irlandzki duchowny katolicki, kardynał (zm. 2017)
  - Dario Fo, włoski satyryk, autor sztuk teatralnych, reżyser teatralny, kompozytor, laureat Nagrody Nobla (zm. 2016)
  - Guillermo Timoner, hiszpański kolarz (zm. 2023)
- 25 marca:
  - Wiesława Mazurkiewicz, polska aktorka (zm. 2021)
  - Fernando Morán López, hiszpański polityk i dyplomata (zm. 2020)
  - László Papp, węgierski bokser (zm. 2003)
  - Gene Shalit, amerykański dziennikarz, krytyk literacki i filmowy
- 27 marca – Marian Leczyk, polski historyk (zm. 2023)
- 28 marca:
  - Jan Gałkowski, polski poeta, autor tekstów piosenek (zm. 1989)
  - María del Rosario Cayetana Fitz-James Stuart y Silva, hiszpańska arystokratka (zm. 2014)
  - Tadeusz de Virion, polski prawnik, adwokat, dyplomata (zm. 2010)
- 29 marca:
  - Czesław Druet, polski oceanolog (zm. 2016)
  - Gordon Ingate, australijski żeglarz
  - Mosze Sanbar, izraelski ekonomista (zm. 2012)
- 30 marca:
  - Ingvar Kamprad, szwedzki przedsiębiorca, założyciel międzynarodowego przedsiębiorstwa IKEA (zm. 2018)
  - Łarisa Wolpert, estońska szachistka (zm. 2017)
- 31 marca – John Fowles, brytyjski pisarz, eseista (zm. 2005)
- 1 kwietnia:
  - Manuel Caballero, hiszpański artysta, plastyk (zm. 2002)
  - Anne McCaffrey, amerykańska pisarka science-fiction (zm. 2011)
  - Waldemar Winkiel, polski działacz społeczny (zm. 2022)
- 2 kwietnia – Jack Brabham, australijski kierowca wyścigowy (zm. 2014)
- 3 kwietnia:
  - Walentin Falin, sowiecki dyplomata i wykładowca (zm. 2018)
  - Virgil Grissom, amerykański pilot wojskowy, astronauta (zm. 1967)
  - Erazm Kuźma, polski eseista, krytyk literacki (zm. 2014)
  - Ryszard Zieliński, polski pisarz (zm. 1994)
- 5 kwietnia – Roger Corman, amerykański producent, reżyser i aktor (zm. 2024)
- 6 kwietnia:
  - Jehuda Bauer, izraelski historyk (zm. 2024)
  - Sergio Franchi, włoski aktor, piosenkarz (zm. 1990)
  - Ian Paisley, brytyjski polityk (zm. 2014)
  - Jerzy Tomala, polski ekonomista (zm. 2017)
- 8 kwietnia:
  - Henry N. Cobb, amerykański architekt, fotograf (zm. 2020)
  - Jürgen Moltmann, niemiecki teolog protestancki (zm. 2024)
  - Ladislav Pavlovič, słowacki piłkarz (zm. 2013)
- 9 kwietnia – Hugh Hefner, amerykański dziennikarz, wydawca, twórca Playboya (zm. 2017)
- 10 kwietnia – Wisława Samulska-Skłodowska, polska lekarka, sanitariuszka w czasie powstania warszawskiego (zm. 2017)
- 11 kwietnia – Tadeusz Miksa, polski piłkarz (zm. 1989)
- 12 kwietnia:
  - Krystyna Karkowska, polska aktorka (zm. 2018)
  - Jane Withers, amerykańska aktorka, modelka i piosenkarka (zm. 2021)
- 14 kwietnia – Walter Buser, szwajcarski polityk (zm. 2019)
- 15 kwietnia – Igor Przegrodzki, polski aktor (zm. 2009)
- 16 kwietnia:
  - Irena Horban, polska działaczka społeczna i samorządowa (zm. 2021)
  - Anna Mędzkiewicz, polska nauczycielka, poseł na Sejm PRL (zm. 2004)
- 17 kwietnia:
  - Aharon Jadlin, izraelski polityk (zm. 2022)
  - Joan Lorring, amerykańska aktorka (zm. 2014)
- 21 kwietnia:
  - Elżbieta II, królowa Wielkiej Brytanii oraz Irlandii Północnej (zm. 2022)
  - Mustafa Ertan, turecki piłkarz, trener (zm. 2005)
- 22 kwietnia:
  - Helímenas Rojo Paredes, wenezuelski duchowny katolicki, arcybiskup Calabozo (zm. 2021)
  - Charlotte Rae, amerykańska aktorka (zm. 2018)
  - James Stirling, szkocki architekt, laureat Nagrody Pritzkera (zm. 1992)
- 23 kwietnia – J.P. Donleavy, amerykański pisarz irlandzkiego pochodzenia (zm. 2017)
- 24 kwietnia:
  - Stefan Chojnowski, polski poeta, działacz społeczny
  - Thorbjörn Fälldin, szwedzki polityk, premier Szwecji (zm. 2016)
- 25 kwietnia:
  - Tadeusz Janczar, polski aktor (zm. 1997)
  - Jafrem Sakałou, radziecki i białoruski polityk (zm. 2022)
- 27 kwietnia:
  - Jerzy Dymecki, polski neuropatolog i neurolog (zm. 2020)
  - Franz Josef Kuhnle, niemiecki duchowny katolicki (zm. 2021)
  - Tim LaHaye, amerykański ewangelista, pisarz i mówca (zm. 2016)
- 28 kwietnia – Harper Lee, amerykańska pisarka (zm. 2016)
- 30 kwietnia:
  - Oktawiusz Jurewicz, polski filolog (zm. 2016)
  - Cloris Leachman, amerykańska aktorka filmowa, teatralna i telewizyjna, zdobywczyni Oscara (zm. 2021)
- 1 maja:
  - Doug Cowie, szkocki piłkarz (zm. 2021)
  - Peter Lax, amerykański matematyk pochodzenia węgierskiego (zm. 2025)
- 2 maja – Marian Wysocki, polski ekonomista, piłkarz, działacz polityczny i sportowy, przewodniczący Prezydium MRN w Dąbrowie Górniczej i Katowicach (zm. 2006)
- 3 maja:
  - Matt Baldwin, kanadyjski curler (zm. 2023)
  - Ann B. Davis, amerykańska aktorka (zm. 2014)
- 4 maja
  - Anna Jurczyńska, polska szachistka (zm. 2009)
  - Ewa Konopacka, łączniczka w powstaniu warszawskim
- 5 maja:
  - Jerzy Bafia, polski prawnik, polityk, poseł na Sejm PRL, minister sprawiedliwości (zm. 1991)
  - Anna Nelken, polska łączniczka AK, uczestniczka powstania warszawskiego (zm. 1944)
  - Maurice Taylor, brytyjski duchowny katolicki (zm. 2023)
- 8 maja:
  - David Attenborough, brytyjski pisarz, narrator, podróżnik
  - Walter Ivan de Azevedo, brazylijski duchowny katolicki (zm. 2024)
  - Don Rickles, amerykański aktor (zm. 2017)
- 9 maja – Ryszard Witkowski, polski pilot (zm. 2022)
- 10 maja: 
  - Józef Gurgul, polski prawnik, prokurator
  - Alfreda Markowska, Polka narodowości romskiej ratująca dzieci w czasie okupacji niemieckiej (zm. 2021)
- 11 maja – Yvonne Furneaux, francuska aktorka (zm. 2024)
- 12 maja: 
  - Marilyn Knowlden, amerykańska aktorka
  - Desmond Moore, australijski duchowny katolicki (zm. 2020)
- 13 maja:
  - Robert Gronowski, polski piłkarz, trener (zm. 1994)
  - Zdzisław Tobiasz, polski aktor, reżyser teatralny (zm. 2022)
- 15 maja:
  - Anthony Shaffer, angielski dramaturg, powieściopisarz i scenarzysta (zm. 2001)
  - Peter Shaffer, angielski dramaturg i scenarzysta (zm. 2016)
  - Józef Wiłkomirski, polski kompozytor i dyrygent (zm. 2020)
- 16 maja:
  - Ryszard Karski, polski polityk, minister handlu zagranicznego, dyplomata (zm. 2019)
  - Alina Szapocznikow, polska rzeźbiarka, graficzka pochodzenia żydowskiego (zm. 1973)
- 17 maja:
  - David Ogilvy (13. hrabia Airlie), brytyjski arystokrata i polityk (zm. 2023)
  - Dymitr Romanow, rosyjski arystokrata, bankier, filantrop, pisarz (zm. 2016)
- 21 maja – Eolo Parodi, włoski polityk i lekarz (zm. 2018)
- 23 maja – Alina Ślesińska, polska rzeźbiarka (zm. 1994)
- 25 maja:
  - Jan Józef Lipski, polski publicysta, krytyk i historyk literatury (zm. 1991)
  - Max Meier, szwajcarski kolarz (zm. 2016)
  - Bill Sharman, amerykański koszykarz (zm. 2013)
- 26 maja – Miles Davis, amerykański trębacz i kompozytor jazzowy (zm. 1991)
- 27 maja:
  - Kees Rijvers, holenderski piłkarz (zm. 2024)
  - Petr Sgall, czeski językoznawca (zm. 2019)
- 29 maja:
  - Katie Boyle, włosko-brytyjska aktorka, prezenterka telewizyjna (zm. 2018)
  - Larry Burrows, brytyjski fotoreporter (zm. 1971)
  - Halaevalu Mataʻaho ʻAhomeʻe, królowa Tonga (zm. 2017)
  - Abdoulaye Wade, senegalski polityk, prezydent Senegalu
- 30 maja:
  - Nina Agapowa, rosyjska aktorka (zm. 2021)
  - Edward Tarała, polski generał dywizji (zm. 2018)
- 31 maja – Krzysztof Zarzecki, polski tłumacz literatury pięknej z języka angielskiego, edytor (zm. 2019)
- 1 czerwca:
  - Andy Griffith, amerykański aktor (zm. 2012)
  - Marilyn Monroe, amerykańska aktorka (zm. 1962)
  - Richard S. Schweiker, amerykański polityk, senator ze stanu Pensylwania (zm. 2015)
- 2 czerwca:
  - Raul Hilberg, historyk amerykański żydowskiego pochodzenia, badacz zagadnień związanych z Holocaustem (zm. 2007)
  - Milo O’Shea, irlandzki aktor (zm. 2013)
- 3 czerwca:
  - Roscoe Bartlett, amerykański polityk
  - Wiesław Domasłowski, polski konserwator zabytków, profesor UMK (zm. 2021)
  - Allen Ginsberg, amerykański poeta (zm. 1997)
  - Aleksandra Korewa, polska reżyserka radiowa, teatralna, telewizyjna i filmowa (zm. 2014)
- 4 czerwca:
  - Judith Malina, amerykańska aktorka (zm. 2015)
  - Jan Wimmer, polski historyk (zm. 2016)
- 7 czerwca: 
  - Ion Bǎlǎnel, rumuński szachista
  - Henryk Jasiorowski, polski zootechnik (zm. 2017)
- 8 czerwca:
  - Walter Bucher, szwajcarski kolarz (zm. 2025(
  - Anatol Vieru, rumuński kompozytor, dyrygent i muzykolog (zm. 1998)
- 9 czerwca:
  - Mona Freeman, amerykańska aktorka (zm. 2014)
  - Georgia Holt, amerykańska piosenkarka, autorka tekstów, aktorka i modelka, matka Cher (zm. 2022)
  - Władysław Kwaśniewicz, polski socjolog (zm. 2004)
  - Happy Rockefeller, amerykańska druga dama (zm. 2015)
  - Jerzy Vaulin, polski reżyser dokumentalista, zabójca, agent MBP (zm. 2015)
  - Jan Załęski, polski polityk, minister przemysłu spożywczego i skupu (zm. 1984)
- 10 czerwca – Wacław Gluth-Nowowiejski, polski żołnierz AK, uczestnik powstania warszawskiego, publicysta (zm. 2024)
- 11 czerwca: 
  - Daniel Dagallier, francuski szpadzista
  - Grażyna Harmacińska-Nyczka, polska malarka (zm. 2017)
- 12 czerwca:
  - Amadeo Carrizo, argentyński piłkarz, bramkarz (zm. 2020)
  - Teresa Pągowska, polska malarka (zm. 2007)
- 14 czerwca:
  - Hermann Kant, niemiecki pisarz (zm. 2016)
  - Don Newcombe, amerykański baseballista (zm. 2019)
- 16 czerwca: 
  - Hildebrando Mendes Costa, brazylijski duchowny katolicki
  - Efraín Ríos Montt, gwatemalski polityk (zm. 2018)
- 17 czerwca – Marian Klaus, polski muzyk, kompozytor, nauczyciel, stroiciel fortepianów i akordeonów (zm. 2013)
- 18 czerwca – Allan Rex Sandage, amerykański astronom (zm. 2010)
- 19 czerwca – Tadeusz Zieliński, polski prawnik, polityk (zm. 2003)
- 21 czerwca – Conrad L. Hall, amerykański operator filmowy, zdobywca Oscara (zm. 2003)
- 22 czerwca: 
  - Tadeusz Konwicki, polski pisarz, scenarzysta i reżyser filmowy (zm. 2015)
  - Jewgienij Pierwiencew, radziecki generał major, funkcjonariusz służb specjalnych, polityk (zm. 2023)
- 25 czerwca:
  - Ingeborg Bachmann, austriacka poetka (zm. 1973)
  - Ján Eugen Kočiš, czeski duchowny greckokatolicki (zm. 2019)
- 26 czerwca:
  - William Houck, amerykański duchowny katolicki (zm. 2016)
  - André Monnier, francuski skoczek narciarski (zm. 2023)
  - Marian Turski, polski historyk i dziennikarz (zm. 2025)
  - Janina Weneda, polska pisarka (zm. 2014)
- 27 czerwca – Genowefa Minicka, polska lekkoatletka (zm. 1992)
- 28 czerwca – Mel Brooks, amerykański reżyser i aktor
- 29 czerwca:
  - Dżabir as-Sabah, emir Kuwejtu (zm. 2006)
  - Maria Gołaszewska, polska filozof (zm. 2015)
  - Bronisław Tadeusz Massalski, polski dydaktyk (zm. 2022)
- 30 czerwca – Paul Berg, amerykański biochemik, laureat Nagrody Nobla (zm. 2023)
- 1 lipca:
  - Fernando Corbató, amerykański informatyk (zm. 2019)
  - Robert Fogel, amerykański historyk, laureat Nagrody Nobla w dziedzinie ekonomii (zm. 2013)
  - Hans Werner Henze, niemiecki kompozytor (zm. 2012)
- 2 lipca – Konrad Rudnicki, polski astronom (zm. 2013)
- 3 lipca – Maria Bokszczanin, polska filolog (zm. 2023)
- 4 lipca:
  - Jānis Cakuls, łotewski duchowny katolicki, administrator apostolski Rygi i Lipawy, biskup pomocniczy ryski (zm. 2022)
  - Alfredo Di Stéfano, hiszpański piłkarz, trener pochodzenia argentyńskiego (zm. 2014)
  - Augustyn Dyrda, polski rzeźbiarz (zm. 2023)
- 7 lipca:
  - Nuon Chea, kambodżański działacz komunistyczny, główny ideolog Czerwonych Khmerów (zm. 2019)
  - Thorkild Simonsen, duński polityk (zm. 2022)
- 8 lipca:
  - John Dingell, amerykański polityk polskiego pochodzenia (zm. 2019)
  - Elisabeth Kübler-Ross, amerykańska lekarka pochodzenia szwajcarskiego (zm. 2004)
- 9 lipca – Benjamin Mottelson, duński fizyk, laureat Nagrody Nobla (zm. 2022)
- 10 lipca – Jerzy Kaszycki, polski pianista, kompozytor i reżyser (zm. 2020)
- 11 lipca – Teddy Reno, włoski piosenkarz
- 12 lipca:
  - Emanuele Catarinicchia, włoski duchowny katolicki (zm. 2024)
  - Siti Hasmah Mohamad Ali, żona byłego premiera Malezji Mahathira Mohamada
  - Andrzej Poppe, polski historyk (zm. 2019)
  - Oswald Mathias Ungers, niemiecki architekt (zm. 2007)
- 14 lipca:
  - Jan Krenz, polski kompozytor, dyrygent (zm. 2020)
  - Harry Dean Stanton, amerykański aktor (zm. 2017)
- 15 lipca:
  - Tadeusz Szczerba, polski działacz turystyczny, przewodnik tatrzański (zm. 2003)
  - Elliot Thomas, afroamerykański duchowny katolicki (zm. 2019)
- 16 lipca:
  - Wojciech Królikowski, polski fizyk (zm. 2019)
  - Irwin Rose, amerykański biolog, laureat Nagrody Nobla (zm. 2015)
  - Stef Wertheimer, izraelski polityk (zm. 2025)
- 18 lipca:
  - Ernst Larsen, norweski lekkoatleta (zm. 2015)
  - Bernard Pons, francuski polityk, lekarz i samorządowiec (zm. 2022)
- 19 lipca – Czesław Janicki, polski polityk (zm. 2012)
- 21 lipca:
  - Norman Jewison, kanadyjski reżyser (zm. 2024)
  - Bill Pertwee, brytyjski aktor (zm. 2013)
- 22 lipca:
  - Bryan Forbes, brytyjski reżyser (zm. 2013)
  - James I. Packer, brytyjski duchowny kościoła anglikańskiego (zm. 2020)
  - Aloiza Zacharska-Marcolla, polska malarka i nauczycielka (zm. 2020)
- 23 lipca:
  - Cedella Booker, jamajska piosenkarka, pisarka, matka Boba Marleya (zm. 2008)
  - Józef Kudasiewicz, polski biblista, tłumacz (zm. 2012)
- 24 lipca:
  - Andrzej Konic, polski reżyser teatralny, telewizyjny i filmowy, aktor i scenarzysta (zm. 2010)
  - Hans Günter Winkler, niemiecki jeździec sportowy (zm. 2018)
- 25 lipca: 
  - Włodzimierz Kunz, polski artysta, malarz (zm. 2002)
  - Monique Denyse Pelletier, francuska prawniczka, polityczka, minister delegowany ds. rodziny i sytuacji kobiet
- 26 lipca – James Chan Soon Cheong, malezyjski duchowny katolicki (zm. 2023)
- 29 lipca:
  - Heitor de Araújo Sales, brazylijski duchowny katolicki
  - Jacek Bocheński, polski pisarz
  - Wojciech Militz, polski strzelec (zm. 2018)
  - Jerzy Nalepa, polski historyk
- 30 lipca – Carmen Moreno, polska piosenkarka jazzowa
- 1 sierpnia – Theo Adam, niemiecki śpiewak operowy (zm. 2019)
- 2 sierpnia: 
  - George Habasz, palestyński terrorysta (zm. 2008)
  - Leszek Kubanek, polski aktor (zm. 1999)
  - Igor Spasski, radziecki naukowiec i inżynier (zm. 2024)
- 3 sierpnia:
  - Tony Bennett, amerykański wokalista jazzowy (zm. 2023)
  - Orval H. Hansen, amerykański polityk (zm. 2017)
- 5 sierpnia:
  - Clifford Husbands, barbadoski prawnik i polityk (zm. 2017)
  - Betsy Jolas, francuska kompozytorka
  - Helena Tokarz, polska botanik, profesor (zm. 1994)
  - Kasem Trebeshina, albański pisarz, publicysta (zm. 2017)
- 6 sierpnia:
  - Janet Asimov, amerykańska pisarka SF, psychiatra i psychoanalityk; żona Isaaca Asimova (zm. 2019)
  - Frank Finlay, angielski aktor (zm. 2016)
  - Alina Hejnowicz, botanik, dendrolog, doc. dr hab. w Instytucie Dendrologii Polskiej Akademii Nauk (zm. 2010)
- 7 sierpnia:
  - Stan Freberg, amerykański pisarz (zm. 2015)
  - Henryk Sporoń, polski publicysta historyczny
- 8 sierpnia
  - Richard Anderson, amerykański aktor (zm. 2017)
  - Henryk Rot, polski prawnik, polityk, senator RP (zm. 1995)
- 9 sierpnia – Franciszek Bunsch, polski malarz i grafik (zm. 2025)
- 10 sierpnia:
  - Marie-Claire Alain, francuska organistka, pedagog (zm. 2013)
  - Lech Wojtczak, polski biochemik (zm. 2019)
  - Stanisław Żurek, polski artysta, z zawodu lekarz (zm. 1996)
- 11 sierpnia:
  - Aaron Klug, brytyjski chemik pochodzenia litewskiego, laureat Nagrody Nobla (zm. 2018)
  - Pedro Antônio Marchetti Fedalto, brazylijski duchowny katolicki
- 12 sierpnia – Ludwik Misiek, polski żołnierz i pilot (zm. 2018)
- 13 sierpnia – Fidel Castro, kubański polityk, prawnik, komunistyczny dyktator Kuby (zm. 2016)
- 14 sierpnia:
  - Agostino Cacciavillan, włoski duchowny katolicki, kardynał (zm. 2022)
  - Adam (Dubec), polski duchowny prawosławny, arcybiskup (zm. 2016)
  - René Goscinny, francuski rysownik pochodzenia żydowskiego, jeden z największych twórców komiksu europejskiego (zm. 1977)
- 15 sierpnia – Konstandinos Stefanopulos (gr. Κωνσταντίνος Στεφανόπουλος), grecki polityk, prezydent Grecji (zm. 2016)
- 17 sierpnia – Jiang Zemin, chiński polityk (zm. 2022)
- 21 sierpnia
  - Marian Jaworski, polski duchowny katolicki, biskup, kardynał (zm. 2020)
  - Anna Laskowiczówna, polska łączniczka AK, uczestniczka powstania warszawskiego (zm. 1944)
- 23 sierpnia – Jerzy Gąssowski, polski archeolog (zm. 2021)
- 24 sierpnia – Raúl Holguer López, ekwadorski duchowny katolicki, biskup Latacungi
- 26 sierpnia – Lawrence Soens, amerykański duchowny katolicki, biskup Sioux City (zm. 2021)
- 27 sierpnia:
  - Karl-Heinz Heddergott, niemiecki trener piłkarski (zm. 2021)
  - Kazimierz Stanisław Leszczyński, polski wojskowy (zm. 2017)
- 29 sierpnia:
  - Hélène Ahrweiler, historyk francuska pochodzenia greckiego
  - René Depestre, pisarz i poeta haitański
  - Karol Strug, polski działacz filatelistyczny i dziennikarz (zm. 2018)
- 30 sierpnia:
  - Rudi Gutendorf, niemiecki piłkarz (zm. 2019)
  - Robert Sarrabère, francuski biskup katolicki (zm. 2017)
  - Juozas Žemaitis, litewski duchowny katolicki (zm. 2021)
- 1 września:
  - Stanley Cavell, amerykański filozof (zm. 2018)
  - Bronisława Morawiecka, polska biochemik, enzymolog, wykładowczyni akademicka (zm. 2016)
- 2 września:
  - Armando Cossutta, włoski polityk (zm. 2015)
  - Erich Selbmann, niemiecki dziennikarz (zm. 2006)
- 3 września:
  - Alison Lurie, amerykańska powieściopisarka (zm. 2020)
  - Irini Papas, grecka aktorka (zm. 2022)
  - Eugenia Sobkowska, polska technolog żywności, profesor (zm. 2017)
- 4 września:
  - Mieczysław Dębicki, polski generał dywizji, polityk, prezydent Warszawy (zm. 2001)
  - Robert J. Lagomarsino, amerykański polityk (zm. 2021)
- 6 września – Claus George Willem Otto Frederik Geert van Amsberg, książę holenderski, mąż królowej Holandii Beatrix (zm. 2002)
- 7 września:
  - Patrick Jenkin, brytyjski polityk (zm. 2016)
  - Janina Rybarska, polska szachistka (zm. 1986)
  - Eugeniusz Rychlewski, polski ekonomista (zm. 2019)
- 8 września – Sergio Pininfarina, włoski stylista motoryzacyjny (zm. 2012)
- 9 września:
  - Jusuf al-Kardawi, egipski teolog i uczony islamski (zm. 2022)
  - Jerzy Woyke, polski naukowiec, profesor nauk rolniczych, specjalista w zakresie pszczelnictwa (zm. 2022)
  - Gierman Zonin, rosyjski piłkarz, trener (zm. 2021)
- 12 września: 
  - Robert Ivan Nichols, amerykański złodziej tożsamości (zm. 2002)
  - Paul Marie Nguyễn Minh Nhật, wietnamski biskup katolicki (zm. 2007)
- 14 września:
  - Michel Butor, francuski pisarz (zm. 2016)
  - María del Carmen Franco, hiszpańska arystokratka, biografka (zm. 2017)
  - Dżon Ter-Tatewosjan, ormiański kompozytor (zm. 1988)
  - Mihály Tóth, węgierski piłkarz (zm. 1990)
  - Alejandro Ulloa(inne języki), hiszpański aktor (zm. 2002)
  - Hans-Georg Unger, niemiecki inżynier elektrotechnik, wykładowca akademicki (zm. 2022)
- 15 września:
  - Edward Joseph Derwinski, amerykański polityk (zm. 2012)
  - Shōhei Imamura (jap. 今村昌平), japoński reżyser i scenarzysta filmowy (zm. 2006)
  - Jean-Pierre Serre, francuski matematyk
- 16 września – Gerard Mach, polski lekkoatleta, sprinter, trener (zm. 2015)
- 17 września:
  - Andrea Kékesy, węgierska łyżwiarka figurowa (zm. 2024)
  - Jean-Marie Lustiger, francuski duchowny katolicki, kardynał prezbiter, arcybiskup senior Paryża (zm. 2007)
  - Anna Narębska, polska profesor chemii fizycznej (zm. 2022)
  - Klaus Schütz, niemiecki polityk (zm. 2012)
- 18 września:
  - Fryderyk Stręk, polski chemik (zm. 2018)
  - Miha Tišler, słoweński chemik (zm. 2021)
- 19 września
  - Masatoshi Koshiba, japoński fizyk, laureat Nagrody Nobla (zm. 2020)
  - Helena Zarachowicz, polska bibliotekarka, historyk (zm. 2012)
- 20 września:
  - Gertrud Kamp, szwedzka curlerka (zm. 2022)
  - Aleksander Krzymiński, polski ekonomista (zm. 2017)
  - Gilbert Ignatius Sheldon, amerykański duchowny katolicki, biskup Steubenville (zm. 2023)
- 21 września:
  - Donald Glaser, amerykański fizyk, noblista (zm. 2013)
  - Jerzy Ostoja-Koźniewski, polski działacz emigracyjny (zm. 2014)
- 23 września:
  - John Coltrane, amerykański saksofonista i flecista jazzowy (zm. 1967)
  - John Ericson, amerykański aktor pochodzenia niemieckiego (zm. 2020)
- 24 września – Ricardo María Carles Gordó, hiszpański duchowny katolicki, kardynał (zm. 2013)
- 25 września – Tadeusz Pluciński, polski aktor (zm. 2019)
- 26 września – Aleksandra Kornhauser Frazer, słoweńska chemiczka (zm. 2020)
- 29 września – Chuck Cooper, amerykański koszykarz (zm. 1984)
- 1 października
  - Anna Poniatowska, polska historyk, archiwistka, polityk, poseł na Sejm PRL (zm. 2008)
  - Helena Znaniecka Lopata, amerykańska socjolog, profesor (zm. 2003)
- 2 października:
  - Marian Miśkiewicz, polski lekarz (zm. 2020)
  - Jan Morris, walijska historyczka i pisarka (zm. 2020)
- 5 października:
  - Gottfried Michael Koenig, niemiecki kompozytor, teoretyk muzyki i pedagog (zm. 2021)
  - Zbigniew Nowak, polski generał (zm. 2020)
- 6 października: 
  - Claude Bénard, francuski lekkoatleta, skoczek wzwyż
  - Gösta Brännström, szwedzki lekkoatleta, sprinter (zm. 1997)
  - Waldemar Cwenarski, polski malarz (zm. 1953)
  - Marzena Pollakówna, polska historyk, mediewistka (zm. 1971)
  - Ernesto Togni, szwajcarski duchowny katolicki, biskup Lugano (zm. 2022)
- 7 października:
  - Marcello Abbado, włoski kompozytor, pianista (zm. 2020)
  - Czesław Ryll-Nardzewski, polski matematyk (zm. 2015)
- 8 października:
  - Louise Hay, amerykańska autorka poradników samorozwoju i książek motywacyjnych (zm. 2017)
  - Eugeniusz Tyrajski, polski żołnierz podziemia niepodległościowego w czasie II wojny światowej (zm. 2019)
- 9 października – Shi Jiuyong, chiński prawnik (zm. 2022)
- 11 października: 
  - Thích Nhất Hạnh, wietnamski mnich buddyjski, mistrz zen, aktywista ruchów pokojowych (zm. 2022)
  - Tadeusz Opolski, polski ekonomista, polityk, minister budownictwa i przemysłu materiałów budowlanych
  - Zofia Teliga-Mertens, polska agronom, działaczka społeczna i charytatywna (zm. 2022)
- 12 października:
  - Tapio Mäkelä, fiński biegacz narciarski (zm. 2016)
  - César Pelli, argentyński architekt (zm. 2019)
  - Nikita Simonian, rosyjski piłkarz, trener pochodzenia ormiańskiego
- 13 października – Teresa Wallis-Joniak, polska malarka i nauczycielka
- 15 października:
  - Gienrich Altszuller, rosyjski inżynier, twórca metodologii TRIZ (zm. 1998)
  - Michel Foucault, francuski filozof i historyk (zm. 1984)
  - Karl Richter, niemiecki dyrygent, organista i klawesynista (zm. 1981)
- 16 października:
  - Kazimiera Wawro, polska włókniarka, polityk, poseł na Sejm PRL (zm. 2016)
  - Szczepan Wesoły, polski duchowny katolicki, biskup pomocniczy gnieźnieński, arcybiskup ad personam, teolog (zm. 2018)
- 17 października – Julie Adams, amerykańska aktorka (zm. 2019)
- 18 października:
  - Chuck Berry, amerykański muzyk, kompozytor piosenek, wokalista, gitarzysta (zm. 2017)
  - Yoram Gross, polski twórca filmów animowanych pochodzenia australijskiego (zm. 2015)
  - Alicja Kiepurska-Branicka, polska lekarka, ortopeda (zm. 2009)
  - Klaus Kinski, niemiecki aktor i reżyser (zm. 1991)
- 19 października – Halina Jędrzejewska, polska działaczka kombatancka (zm. 2025)
- 20 października:
  - Ursula Happe, niemiecka pływaczka (zm. 2021)
  - Teresa Rabska, polska prawniczka (zm. 2018)
- 21 października:
  - Květa Eretová, czeska szachistka (zm. 2021)
  - Janina Leszczyńska-Jajszczok, polska łyżwiarka figurowa (zm. 2013)
- 24 października – Birthe Nielsen, duńska lekkoatletka, sprinterka (zm. 2010)
- 25 października – Galina Wiszniewska, rosyjska śpiewaczka operowa (zm. 2012)
- 28 października:
  - Henryk Bereza, polski krytyk literacki, eseista (zm. 2012)
  - Tadeusz Gajdzis, polski pisarz, publicysta (zm. 2021)
  - Henryk Kobyliński, polski malarz i mozaikarz
- 30 października – Stanisław Wielgus, polski pilot doświadczalny, instruktor i konstruktor lotniczy (zm. 2024)
- 1 listopada:
  - Gottfried Diener, szwajcarski bobsleista (zm. 2015)
  - Lou Donaldson, amerykański saksofonista jazzowy (zm. 2024)
  - Betsy Palmer, amerykańska aktorka (zm. 2015)
- 2 listopada:
  - Antonio Cantisani, włoski duchowny katolicki (zm. 2021)
  - Myer Skoog, amerykański koszykarz (zm. 2019)
- 3 listopada:
  - Valdas Adamkus, litewski polityk, prezydent Litwy
  - Seweryn Bialer, polski sowietolog (zm. 2019)
  - Andrzej Micewski, polski działacz katolicki, publicysta, historyk (zm. 2004)
- 5 listopada – John Berger, brytyjski pisarz, malarz (zm. 2017)
- 7 listopada:
  - Longin Bielak, polski kierowca wyścigowy
  - Joan Sutherland, australijska śpiewaczka operowa (zm. 2010)
- 8 listopada:
  - Bogdan Baer, polski aktor (zm. 2002)
  - Halina Dunajska, polska aktorka (zm. 2015)
  - Dymitr Szatyłowicz, białoruski poeta (zm. 2020)
- 9 listopada:
  - Vicente Aranda, hiszpański reżyser (zm. 2015)
  - Luis Miguel Dominguín, hiszpański matador (zm. 1996)
  - Francis Walmsley, brytyjski duchowny katolicki (zm. 2017)
- 11 listopada:
  - Jicchak Arad, izraelski wojskowy i historyk (zm. 2021)
  - Marian C. Diamond, amerykańska profesor anatomii (zm. 2017)
  - Noah Gordon, amerykański pisarz (zm. 2021)
- 13 listopada – Harry Hughes, amerykański polityk (zm. 2019)
- 14 listopada – Jerzy Matyjek, polski lekarz i polityk (zm. 2017)
- 15 listopada:
  - Eugeniusz Koziej, polski elektrotechnik (zm. 2015)
  - Manfred Müller, niemiecki duchowny katolicki (zm. 2015)
- 16 listopada – Alfons Flinik, polski hokeista na trawie (zm. 2003)
- 17 listopada:
  - Mieczysław Gogacz, polski filozof (zm. 2022)
  - Christopher Weeramantry, lankijski prawnik, sędzia (zm. 2017)
- 19 listopada – Tadeusz Kowalik, polski ekonomista, działacz społeczny (zm. 2012)
- 20 listopada – Judith Magre, francuska aktorka i piosenkarka
- 21 listopada:
  - William Wakefield Baum, amerykański duchowny katolicki, kardynał (zm. 2015)
  - Roger Fauroux, francuski menedżer i urzędnik państwowy (zm. 2021)
- 23 listopada:
  - Rafi Etan, izraelski polityk (zm. 2019)
  - Vann Molyvann, khmerski architekt (zm. 2017)
- 24 listopada – Tsung-Dao Lee, amerykański fizyk pochodzenia chińskiego, laureat nagrody Nobla (zm. 2024)
- 25 listopada:
  - Poul Anderson, amerykański pisarz science fiction i fantasy (zm. 2001)
  - Ivano Fontana, włoski bokser (zm. 1993)
  - Terry Kilburn, amerykański aktor
- 27 listopada
  - Giuseppe Fabiani, włoski duchowny katolicki (zm. 2019)
  - Lucienne Schmith, francuska narciarka alpejska (zm. 2022)
- 29 listopada:
  - Wanda Broszkowska-Piklikiewicz, powstaniec warszawski, łączniczka, sanitariuszka, żołnierz AK, podporucznik Wojska Polskiego (zm. 2019)
  - Al-Badżi Ka’id as-Sibsi, tunezyjski prawnik i polityk (zm. 2019)
  - Krzysztof Głuchowski, polski działacz emigracyjny (zm. 2020)
- 30 listopada:
  - Richard Crenna, amerykański aktor (zm. 2003)
  - Andrew Schally, amerykański biochemik pochodzenia polskiego, laureat Nagrody Nobla (zm. 2024)
- 1 grudnia:
  - Irena Bołtuć(inne języki), polska eseistka, krytyk teatralny, tłumaczka (zm. 2000)
  - Zbigniew Chmielewski, polski reżyser i scenarzysta filmowy (zm. 2009)
  - Tadeusz Drewnowski, polski dziennikarz, krytyk literacki, publicysta, żołnierz AK (zm. 2018)
  - Kitty Hart-Moxon, polsko-angielska pisarka pochodzenia żydowskiego
  - Urszula Łukomska, polska gimnastyczka (zm. 1986)
  - Keith Michell, australijski aktor (zm. 2015)
  - Mieczysław Rakowski, polski dziennikarz, polityk, działacz komunistyczny, premier PRL, ostatni I sekretarz KC PZPR (zm. 2008)
- 2 grudnia:
  - Anna Andrusikiewicz, polska przewodniczka turystyczna (zm. 2012)
  - Anna Boharewicz-Richter, polska nauczycielka, publicystka (zm. 2015)
- 3 grudnia:
  - Jan Kolasa, polski prawnik (zm. 2016)
  - Drita Pelingu, albańska aktorka, reżyserka (zm. 2013)
- 4 grudnia – Jerzy Schmidt, polski architekt (zm. 1991)
- 5 grudnia:
  - Walentina Cariowa, rosyjska biegaczka narciarska (zm. 2015)
  - Leonard Faulkner, australijski duchowny katolicki, arcybiskup Adelaide (zm. 2018)
  - Emil Kiszka, polski lekkoatleta, sprinter (zm. 2007)
- 6 grudnia – Andrzej Mandalian, polski poeta, scenarzysta filmowy, tłumacz literatury polskiej z języka rosyjskiego (zm. 2011)
- 7 grudnia – William John McNaughton, amerykański duchowny katolicki (zm. 2020)
- 8 grudnia – Jan Marian Małecki, polski historyk (zm. 2017)
- 9 grudnia:
  - Raif Dizdarević, bośniacki i jugosłowiański polityk
  - Henry Kendall, amerykański fizyk jądrowy (zm. 1999)
  - Lucien Sève, francuski filozof (zm. 2020)
- 10 grudnia – Jadwiga Słomczewska, polska lekkoatletka, sprinterka (zm. 2007)
- 11 grudnia – Jules Angst, szwajcarski lekarz
- 12 grudnia – Étienne-Émile Baulieu, francuski biochemik, endokrynolog (zm. 2025)
- 13 grudnia:
  - George Rhoden, jamajski lekkoatleta (zm. 2024)
  - Halina Suwała, polska romanistka (zm. 2016)
- 15 grudnia – Emmanuel Wamala, ugandyjski duchowny katolicki, kardynał
- 16 grudnia – Arthur N.R. Robinson, trynidadzko-tobagijski polityk (zm. 2014)
- 17 grudnia – Jean Assaad Haddad, libański duchowny melchickiego Kościoła katolickiego (zm. 2021)
- 18 grudnia: 
  - Michael Pak Jeong-il, koreański duchowny katolicki (zm. 2024)
  - Walter Lassally, brytyjski operator filmowy (zm. 2017)
- 20 grudnia:
  - Ewa Fiszer, polska poetka, tłumaczka (zm. 2000)
  - Geoffrey Howe, brytyjski polityk (zm. 2015)
- 21 grudnia – Helena Oszast, polska koszykarka (zm. 2016)
- 22 grudnia – Alcides Ghiggia, urugwajski piłkarz (zm. 2015)
- 23 grudnia:
  - Robert Bly, amerykański pisarz, poeta (zm. 2021)
  - Jorge Medina Estévez, chilijski duchowny katolicki, kardynał (zm. 2021)
  - Francis Schulte, amerykański duchowny katolicki (zm. 2016)
- 24 grudnia:
  - Maria Janion, polska historyk literatury, krytyk literacki (zm. 2020)
  - Witold Pyrkosz, polski aktor (zm. 2017)
- 25 grudnia – Aleksandra Sokołowska, polska profesor nauk technicznych (zm. 2016)
- 27 grudnia – Jerzy Rzedowski, meksykański botanik polskiego pochodzenia (zm. 2023)
- 30 grudnia – Hector Quine, brytyjski gitarzysta klasyczny, nauczyciel akademicki (zm. 2015)
- 31 grudnia:
  - Jadwiga Kaczyńska, polska filolog, matka Lecha i Jarosława Kaczyńskiego (zm. 2013)
  - Paolo Magnani, włoski duchowny katolicki (zm. 2023)

data dzienna nieznana
- Sibghatullah Modżaddedi, afgański polityk (zm. 2019)

## Zmarli
- 21 stycznia – Camillo Golgi, włoski fizjolog i cytolog, laureat Nagroda Nobla (ur. 1843)
- 31 stycznia – Alojzy Talamoni, włoski ksiądz katolicki, błogosławiony (ur. 1848)
- 14 lutego – Joan Baptista Benlloch i Vivó, hiszpański duchowny katolicki, biskup i zarazem współksiążę episkopalny Andory (ur. 1864)
- 16 lutego – Józef Allamano, włoski duchowny, Misjonarzy Matki Bożej Pocieszenia, błogosławiony katolicki (ur. 1851)
- 21 lutego – Heike Kamerlingh Onnes, fizyk holenderski, laureat nagrody Nobla (ur. 1853)
- 27 lutego – Olga Wisinger-Florian, austriacka malarka (ur. 1844)
- 28 lutego – Ferdynand Radziwiłł, książę, polski polityk (ur. 1834)
- 14 marca – Jonas Jonsson, szwedzki żeglarz, olimpijczyk (ur. 1873)
- 16 marca – Thomas Ainslie, szkocki rugbysta (ur. 1860)
- 4 kwietnia – August Thyssen, niemiecki przemysłowiec (ur. 1842)
- 11 kwietnia – Luther Burbank, amerykański przyrodnik, hodowca roślin (ur. 1849)
- 18 kwietnia – Jan Szczepanik, polski nauczyciel, wynalazca zwany „polskim Edisonem” (ur. 1872)
- 20 kwietnia – Gaudentius Orfali, palestyński biblista katolicki, archeolog, franciszkanin (ur. 1889)
- 24 kwietnia – Sunjong (Hangul. 융희제, Hancha. 隆熙帝), ostatni cesarz Korei, z dynastii Joseon (ur. 1874)
- 1 maja – Bartłomiej Obrochta, góral podhalański, przewodnik tatrzański, znany muzykant (ur. 1850)
- 14 maja:
  - Christian Hohenlohe, właściciel dóbr ziemskich na Dolnym i Górnym Śląsku oraz na Węgrzech, w tym w Tatrach (ur. 1848)
  - Stefan Steblecki, kapitan piechoty Wojska Polskiego, kawaler Orderu Virtuti Militari (ur. 1889)
- 16 maja – Mehmed VI, ostatni sułtan Imperium Osmańskiego (ur. 1861)
- 25 maja – Symon Petlura, ukraiński polityk, ataman, zamordowany w wieku 47 lat (ur. 1879)
- 1 czerwca – Curt Andstén, fiński żeglarz, olimpijczyk (ur. 1881)
- 8 czerwca – Maria Teresa Chiramel Mankidiyan, hinduska zakonnica, założycielka Zgromadzenia Świętej Rodziny, błogosławiona katolicka (ur. 1876)
- 10 czerwca – Antoni Gaudí, hiszpański architekt (ur. 1852)
- 14 czerwca – Mary Cassatt, amerykańska malarka (ur. 1844)
- 6 lipca – Jan Jacek Serwin, powstaniec styczniowy (ur. 1843)
- 13 lipca – Marian Jezus Euse Hoyos, duchowny katolicki, pierwszy rodowity Kolumbijczyk ogłoszony błogosławionym (ur. 1845)
- 18 lipca – Tyburcjusz Arnaiz Munoz, hiszpański duchowny katolicki, błogosławiony (ur. 1865)
- 20 lipca – Feliks Dzierżyński, radziecki komunista polskiego pochodzenia, organizator służb bezpieczeństwa Czeka w Rosji bolszewickiej (ur. 1877)
- 1 sierpnia – Jan Kasprowicz, polski poeta, przedstawiciel Młodej Polski (ur. 1860)
- 15 sierpnia – rozstrzelani w Chalchihuites (Meksyk):
  - Ludwik Batiz Sáinz, meksykański duchowny katolicki, męczennik, święty (ur. 1870)
  - Salwator Lara Puente, meksykański działacz Akcji Katolickiej, męczennik, święty katolicki (ur. 1905)
  - Emanuel Morales, meksykański męczennik, święty katolicki (ur. 1898)
  - Dawid Roldán Lara, meksykański męczennik, święty katolicki (ur. 1907)
- 23 sierpnia – Rudolph Valentino, właśc. Rudolfo Guglielmi, amerykański aktor filmowy (ur. 1895)
- 7 września – Dionysius Schüler, niemiecki arcybiskup, generał franciszkanów (ur. 1854)
- 11 września – Béla Hajts, słowacki nauczyciel, krajoznawca i działacz turystyczny, autor nazwy „Słowacki Raj” (ur. 1872)
- 14 września – John Dreyer, duński astronom (ur. 1852)
- 15 września – Rudolf Eucken, niemiecki filozof, laureat Nagrody Nobla (ur. 1846)
- 24 września – Kolumba Gabriel, polska zakonnica, założycielka Benedyktynek od Miłości, błogosławiona katolicka (ur. 1858)
- 5 października – Bartłomiej Longo, włoski prawnik, tercjarz, błogosławiony katolicki (ur. 1841)
- 10 października – Bill Maclagan, szkocki rugbysta i działacz sportowy (ur. 1858)
- 24 października – Charles Marion Russell, amerykański malarz, rzeźbiarz, pisarz (ur. 1864)
- 31 października – Harry Houdini, amerykański iluzjonista, pochodzenia węgierskiego (ur. 1874)
- 3 listopada – Annie Oakley, amerykańska kobieta-strzelec wyborowy (ur. 1860)
- 26 listopada – John Moses Browning, amerykański konstruktor broni (ur. 1855)
- 2 grudnia – Władysław Kraiński, polski ziemianin, poseł na galicyjski Sejm Krajowy (ur. 1841)
- 3 grudnia – Siegfried Jacobsohn, niemiecki dziennikarz, założyciel czasopisma polityczno-kulturalnego Die Weltbühne (ur. 1881)
- 4 grudnia – Ivana Kobilca, słoweńska malarka (ur. 1861)
- 5 grudnia:
  - Jan Chrzciciel Fouque, francuski duchowny katolicki, błogosławiony (ur. 1851)
  - Claude Monet, francuski malarz impresjonista (ur. 1840)
- 25 grudnia – Yoshihito (大正天皇 – Taishō) cesarz Japonii (ur. 1879)
- 29 grudnia – Rainer Maria Rilke, austriacki poeta (ur. 1875)

## Zdarzenia astronomiczne
- 14 stycznia – całkowite zaćmienie Słońca

## Nagrody Nobla
- z fizyki – Jean Baptiste Perrin
- z chemii – Theodor Svedberg
- z medycyny – Johannes Fibiger
- z literatury – Grazia Deledda
- nagroda pokojowa – Aristide Briand, Gustav Stresemann

## Święta ruchome
- Tłusty czwartek: 11 lutego
- Ostatki: 16 lutego
- Popielec: 17 lutego
- Niedziela Palmowa: 28 marca
- Pamiątka śmierci Jezusa Chrystusa: 28 marca
- Wielki Czwartek: 1 kwietnia
- Wielki Piątek: 2 kwietnia
- Wielka Sobota: 3 kwietnia
- Wielkanoc: 4 kwietnia
- Poniedziałek Wielkanocny: 5 kwietnia
- Wniebowstąpienie Pańskie: 13 maja
- Zesłanie Ducha Świętego: 23 maja
- Boże Ciało: 3 czerwca